# Australian Museum

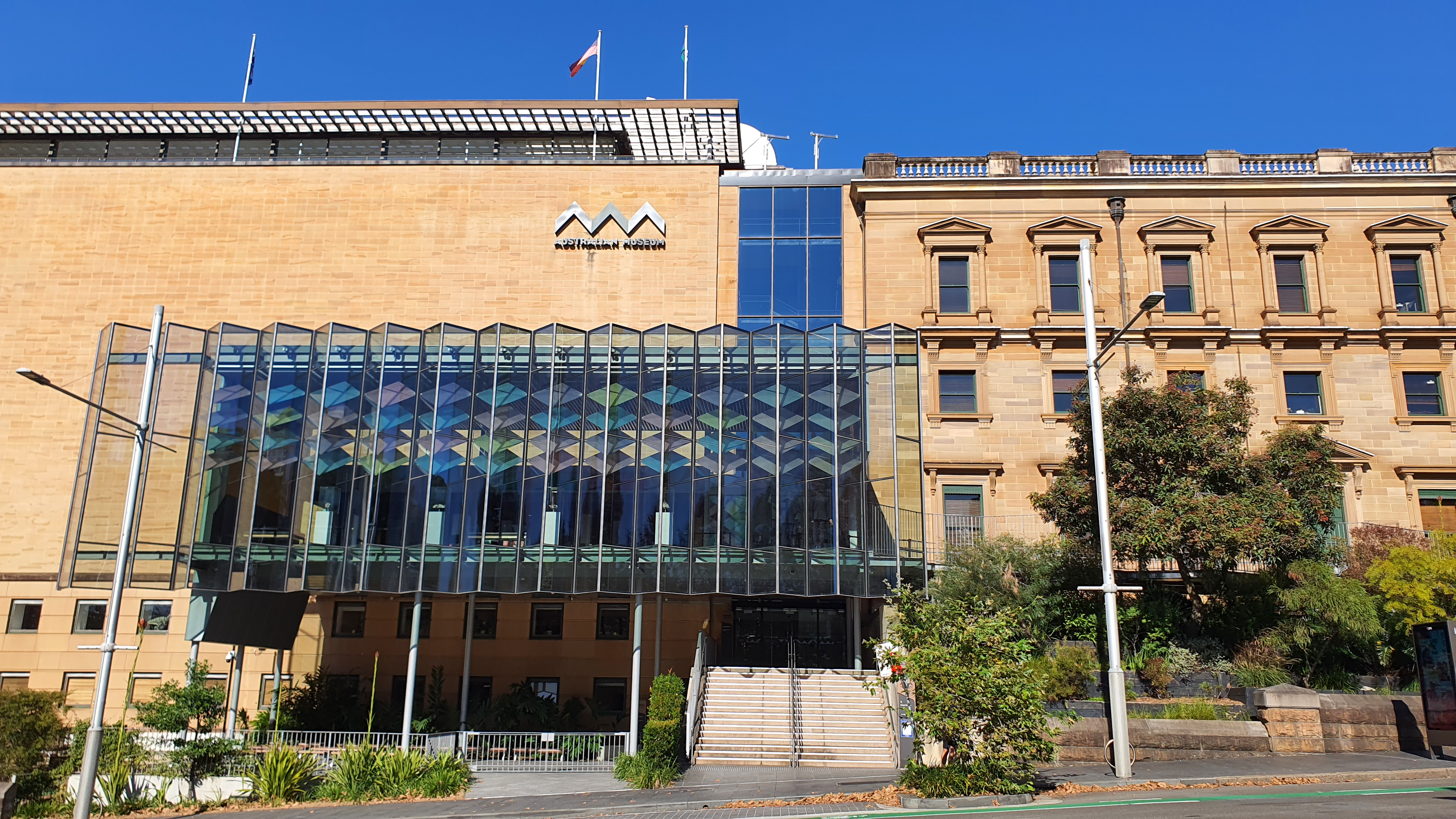
Das Australian Museum,
mit Anbau, 2024

Das Australian Museum ist das älteste Museum in Australien und zugleich das fünftälteste naturhistorische Museum der Welt. Es ist eine der bedeutendsten Institutionen seiner Art und international anerkannt für seine Forschungen in den Bereichen Naturkunde und Anthropologie.
Die Ausstellungen zeigen Exponate aus den Bereichen Zoologie (Wirbeltiere und Wirbellose), Mineralogie, Paläontologie und Anthropologie. Außerdem befassen sich Forschung und Ausstellungen des Museums mit der Geschichte und Kultur der Aborigines.
Das Museum befindet sich in der City of Sydney, in der College Street, in unmittelbarer Nähe des Sydneyer Hyde Parks.

## Geschichte

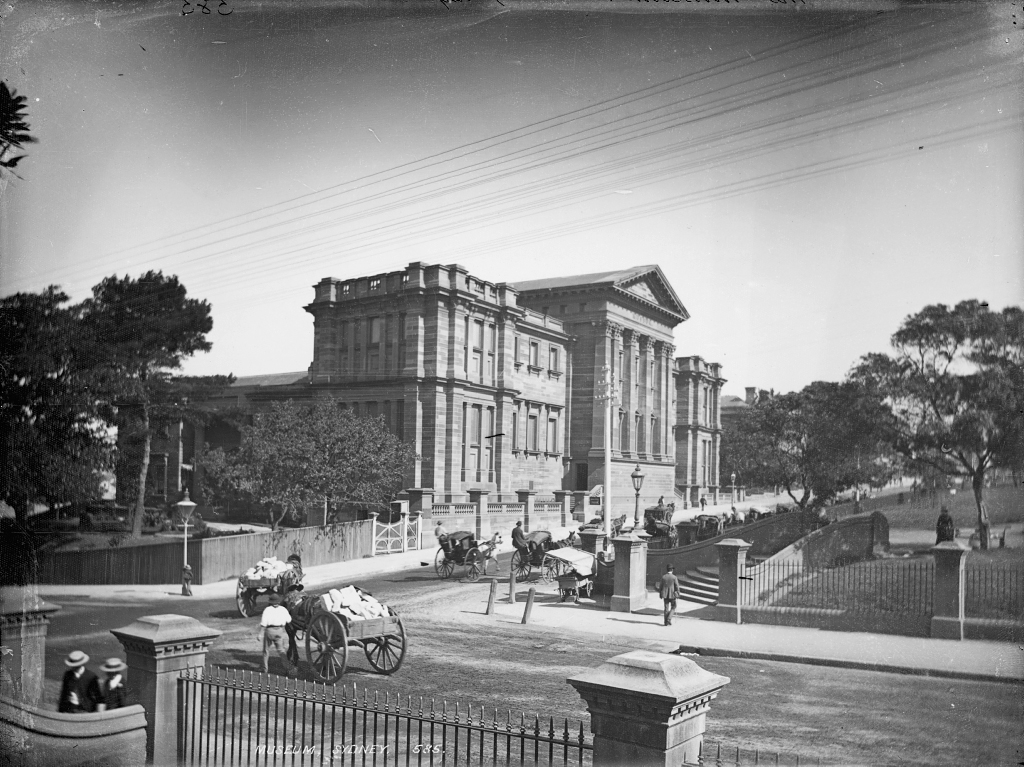
Das fertiggestellte Museum um 1900

Das Australian Museum wurde am 30. März 1827 zunächst unter dem Namen The Colonial Museum von Earl Bathurst, dem damaligen Secretary of State for the Colonies, gegründet. Es wurde jedoch bereits im Juni 1836 in The Australian Museum umbenannt und besteht seitdem unter diesem Namen fort.

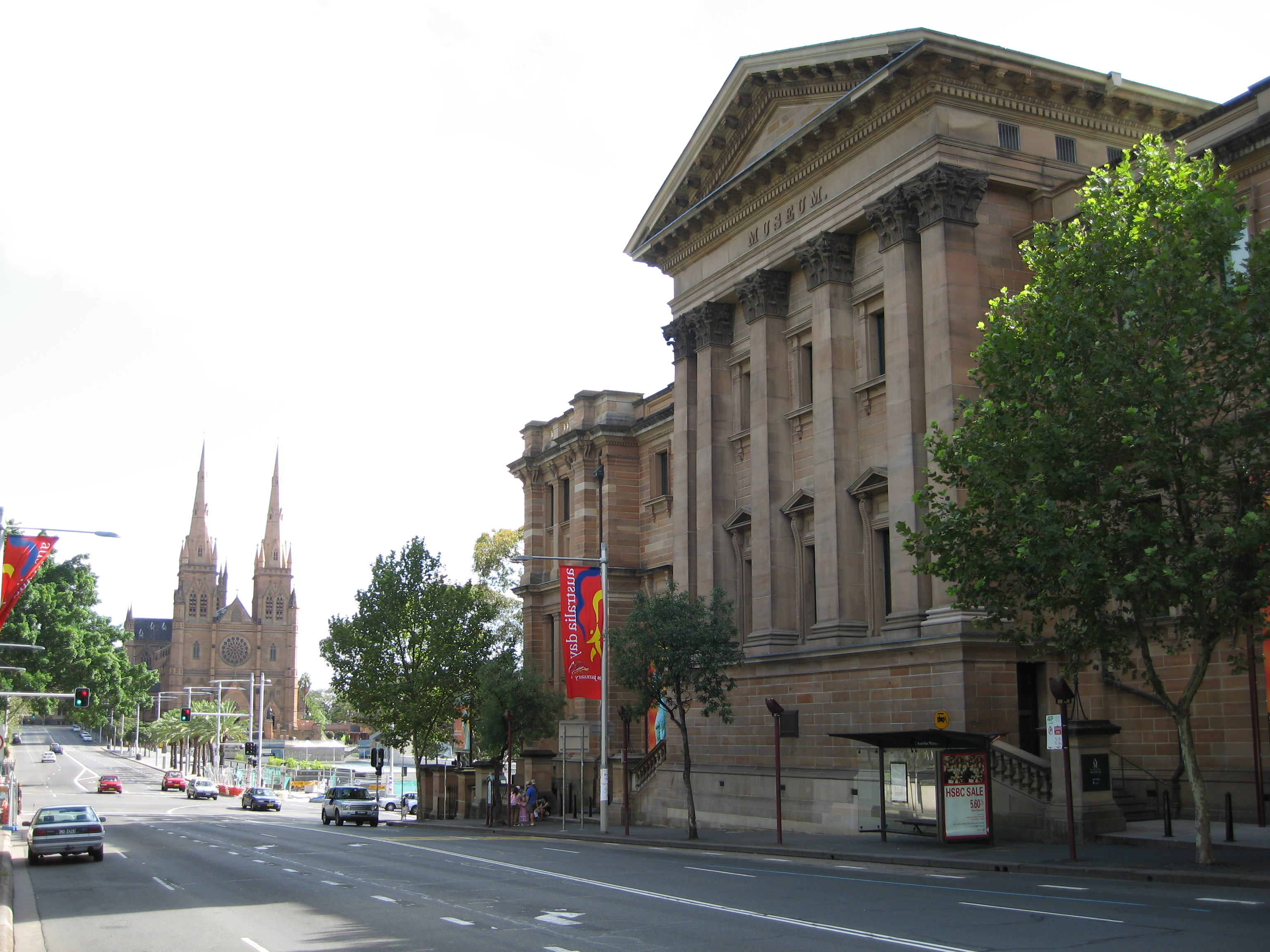
The Australian Museum, College Street, Sydney.

Absichten zur Gründung eines naturhistorisch-ethnographischen Museums reichen bis in das Jahr 1821 zurück und wurden von der damaligen Philosophical Society of Australasia vorangetrieben, die allerdings ein Jahr später, 1822, aufgelöst wurde. Ein weiterer wichtiger Schritt in den Bemühungen, ein Museum zu gründen, erfolgte im Jahr 1826 mit der Ankunft des Entomologen Alexander Macleay, der zugleich auch Mitglied der Linnean Society of London war. Macleay war der erste vom Chief Secretary of New South Wales fest angestellte Zoologe in Australien, der fortan auf die Gründung eines Naturkundemuseums drängte.
Zunächst bezog das Museum einen Raum im Gebäude des Colonial Secretary, um im Laufe der nächsten 30 Jahre mehrmals seinen Standort zu wechseln. Im Jahre 1849 zog es schließlich an seinen heutigen Standort im Herzen Sydneys, in ein Sandsteingebäude an der Ecke Park und College Street, direkt gegenüber dem Hyde Park.
Für die Öffentlichkeit wurde es im Mai 1857 zugänglich. Das Gebäude wurde vom damaligen New South Wales Colonial Architect James Barnet entworfen. Der erste Direktor, William Holmes, wurde am 16. Juni 1829 berufen.
Bis zum Juni 1836 unterstand das Museum direkt der Verwaltung der Kolonialverwaltung, danach dem neu gegründeten Komitee zur Verwaltung des Australischen Museums und des Botanischen Gartens, dem sogenannten Committee of Superintendence of the Australian Museum and Botanical Garden. Mitglieder dieses Komitees waren anerkannte und führende Persönlichkeiten der politischen und wissenschaftlichen Gesellschaft der Stadt.
Das Komitee wurde im Jahre 1853 aufgelöst. An seine Stelle trat der per Gesetz (Australian Museum Act) neu gegründete Australian Museum Trust (The board of the Trustees), der aus 24 Mitgliedern bestand. William Sharp Macleay, der ehemalige Vorsitzende des oben erwähnten Komitees, führte seine Arbeit als Vorsitzender dieses Trustes (als Committee chairman) fort.
Der erste Kurator des Australian Museum war der bekannte Naturforscher George Bennett. Er wurde 1835 angestellt und begann mit der Bestandsaufnahme der Museumssammlungen. Nach seinem Ausscheiden im Jahre 1841 wurde diese Aufgabe von W.B. Clarke bis 1843 und danach von William Sheridan Wall fortgeführt. In den ersten Jahren seines Bestehens tauschte das Museum Exponate mit anderen europäischen, vor allem englischen Institutionen.